# Cemprin
Cemprin, tudi švicarski bor ali limba (znanstveno ime Pinus cembra) je vrsta bora, ki se pojavlja v Alpah in Karpatih, na Poljskem (Tatre), v Švici, Franciji, Italiji, Avstriji, Nemčiji, Sloveniji (samo na Smrekovcu, Raduhi in Peci), na Slovaškem, v Ukrajini in Romuniji. Večinoma se nahaja v območjih gozdne meje na nadmorskih višinah med 1300 in 2300 m. Drevesa segajo v višino do 25 in celo do 35 m, deblo pa ima lahko tudi 1,5 m premera.
Cemprin spada v skupino belih borov (Pinus subgenus strobus). Tako kot pri vseh borih te skupine, so iglice cemprina združene v šopih po pet, dolge so med 5 in 9 cm. Storži merijo v dolžino med 4 in 8 cm, semena, ki se nahajajo v njih, pa so dolga med 8 in 12 mm, njihova krilca pa so le rudimentarna. Semena prenašajo ptice, predvsem krekovt (Nucifraga caryocatactes).
Drevesa so zelo podobna sibirskemu boru (Pinus sibirica), ki ga nekateri botaniki obravnavajo kot podvrsto cemprina. Razlikujeta se po velikosti storžev - sibirski so malo večji, iglice pa imajo po tri kanale za smolo, medtem ko imajo pri cemprinu po dva.
Kot vsi ostali evropski in azijski beli bori, je tudi švicarski bor (cemprin) zelo odporen na bolezen cronartium ribicola. Ta gobava bolezen se je iz Evrope razširila v Severno Ameriko, kjer je povzročila veliko umrljivost med avtohtonimi belimi bori, posebno pri vrsti Pinus albicaulis; cemprin je zelo koristen pri rezistenčnih raziskavah za te vrste.

## Uporaba
Švicaski bor je priljubljen kot okrasno drevo v parkih in velikih vrtovih. Raste počasi in uspeva v hladnem okolju, zelo dobro prenaša zimski mraz, najmanj do -50°C, prav tako izpostavljenost vetru. Semena tega bora so uporabljana podobno kot pinijole in so lahko uporabljana tudi kot aromatični dodatek v žganju.